# Жълтоклюна бяла чапла
Жълтоклюната бяла чапла (Egretta eulophotes) е вид птица от семейство Чаплови (Ardeidae). Видът е световно застрашен, със статут Уязвим.

## Разпространение
Разпространен е в Бруней, Китай, Хонконг, Индонезия, Япония, Северна Корея, Република Корея, Малайзия, Филипини, Русия, Сингапур, Тайван, Тайланд и Виетнам.